# Elisenstraße (München)
Die Elisenstraße ist eine Innerortsstraße im Stadtbezirk Maxvorstadt (Nr. 3) von München.

## Verlauf
Die Straße führt in gerader Richtung am Südrand der Maxvorstadt in generell westnordwestlicher Richtung vom Lenbachplatz zwischen dem Justizpalast und dem Alten Botanischen Garten über die Luisenstraße zur Dachauer Straße und geht dort in die Marsstraße über.

## Öffentlicher Verkehr
Die Straße wird an ihrem Ende an der Dachauer Straße von den Trambahnlinien 20 und 21 zum Leonrodplatz und nach Moosach und an ihrem Ende am Lenbachplatz von den Trambahnlinien 19 und 21 erschlossen. Die Buslinien 58 und 100 (Museumslinie) verkehren durch sie.

## Namensgeberin
Die Straße ist nach der bayerischen Prinzessin Elisabeth Ludovika (1801 bis 1873), der Gemahlin des preußischen Königs Friedrich Wilhelm IV., benannt.

## Charakteristik
Die Elisenstraße grenzt den Alten Botanischen Garten nach Süden ab. Sie bildet eine wichtige Verkehrsachse zwischen dem Stachus und dem Hauptbahnhof. Südlich grenzen zentrale Gebäude der bayerischen Justiz, nämlich der monumentale Justizpalast und der Neue Justizpalast, an sie an. Im Zug der Radwegplanung München wurden auf der Elisenstraße breite Radwege auf Kosten der Fahrspuren abmarkiert.

## Denkmalgeschützte Bauwerke

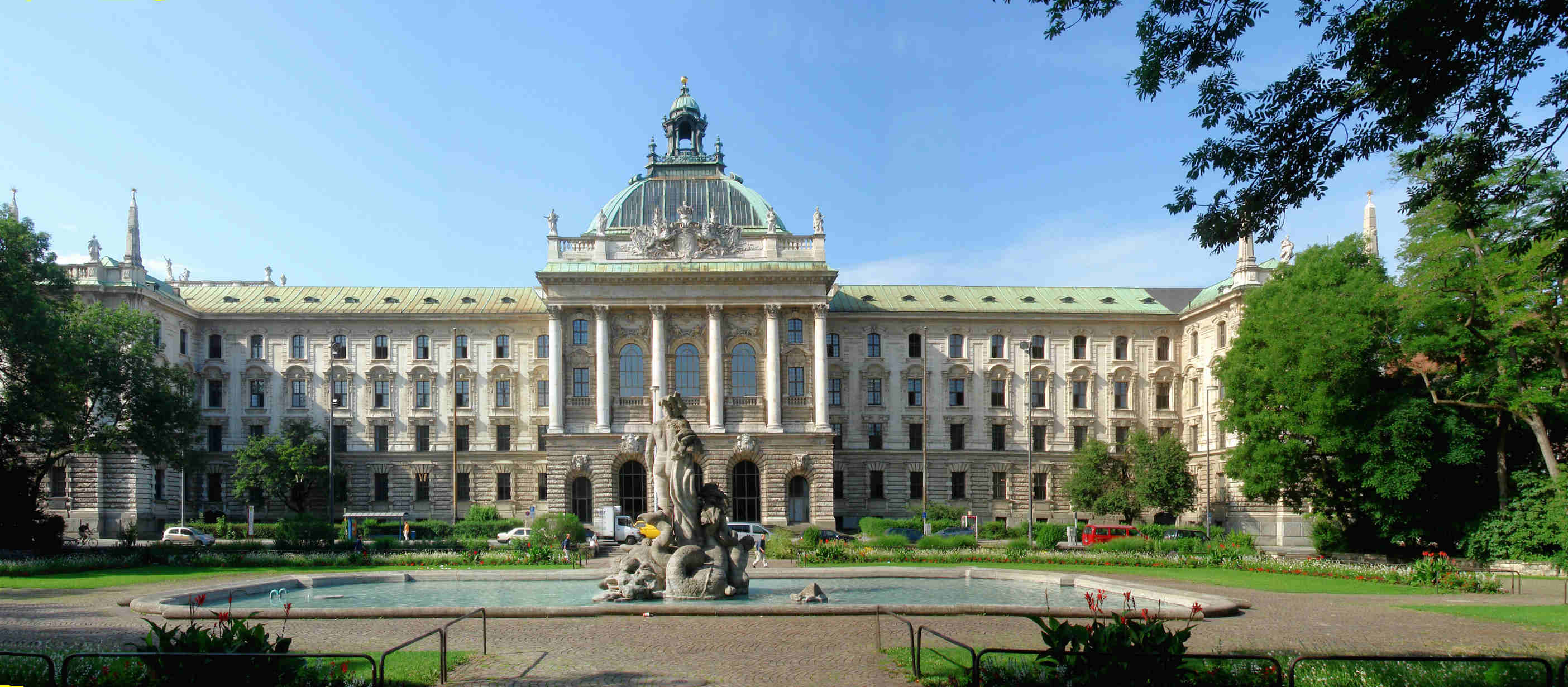
Justizpalast, Front zur Elisenstraße, vom Alten Botanischen Garten aus gesehen

- Elisenstraße 1a/1b, Prielmayerstraße 7: Justizpalast, neubarocker viergeschossiger Monumentalbau mit zwei Innenhöfen, anspruchsvoller Gliederung und Glas-Eisen-Kuppel, von Friedrich von Thiersch, 1891/97 (Denkmalliste D-1-62-000-1491)

## Weitere ehemalige Baudenkmäler und abgegangene Gebäude

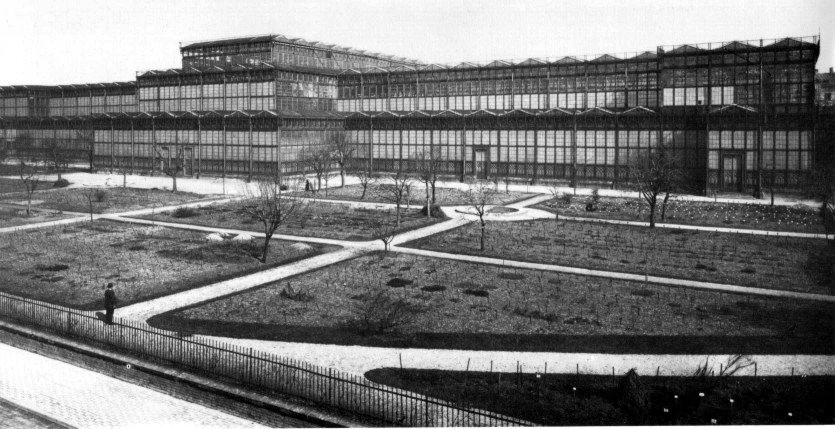
Glaspalast (1931 abgebrannt)

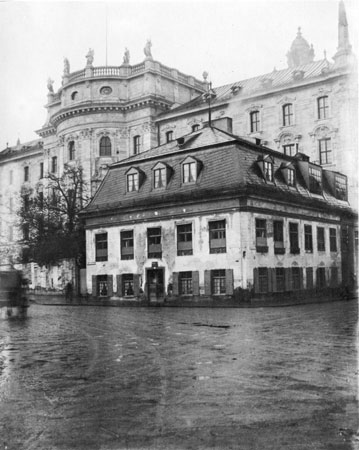
Ehem. Clemensschlössl, beim Bau des Justizpalasts abgebrochen

- Glaspalast im Alten Botanischen Garten, 1854 erbaut, 1931 abgebrannt.
- Kadettenkorpshaus (ehem. Clemensschlössl, Karlsplatz 26[3]), musste dem Justizpalast weichen.

## Weitere bemerkenswerte Gebäude

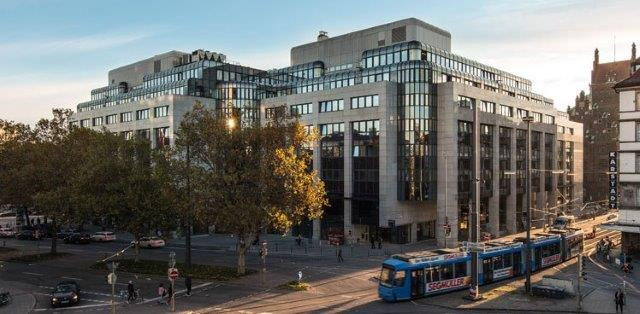
Der Elisenhof

- Elisenhof München, Einkaufszentrum Ecke Elisen-/Luisenstraße, 1984 u. a. auf dem Gelände der früheren Bundesbahndirektion errichtet.

## Gebäude in der Nähe

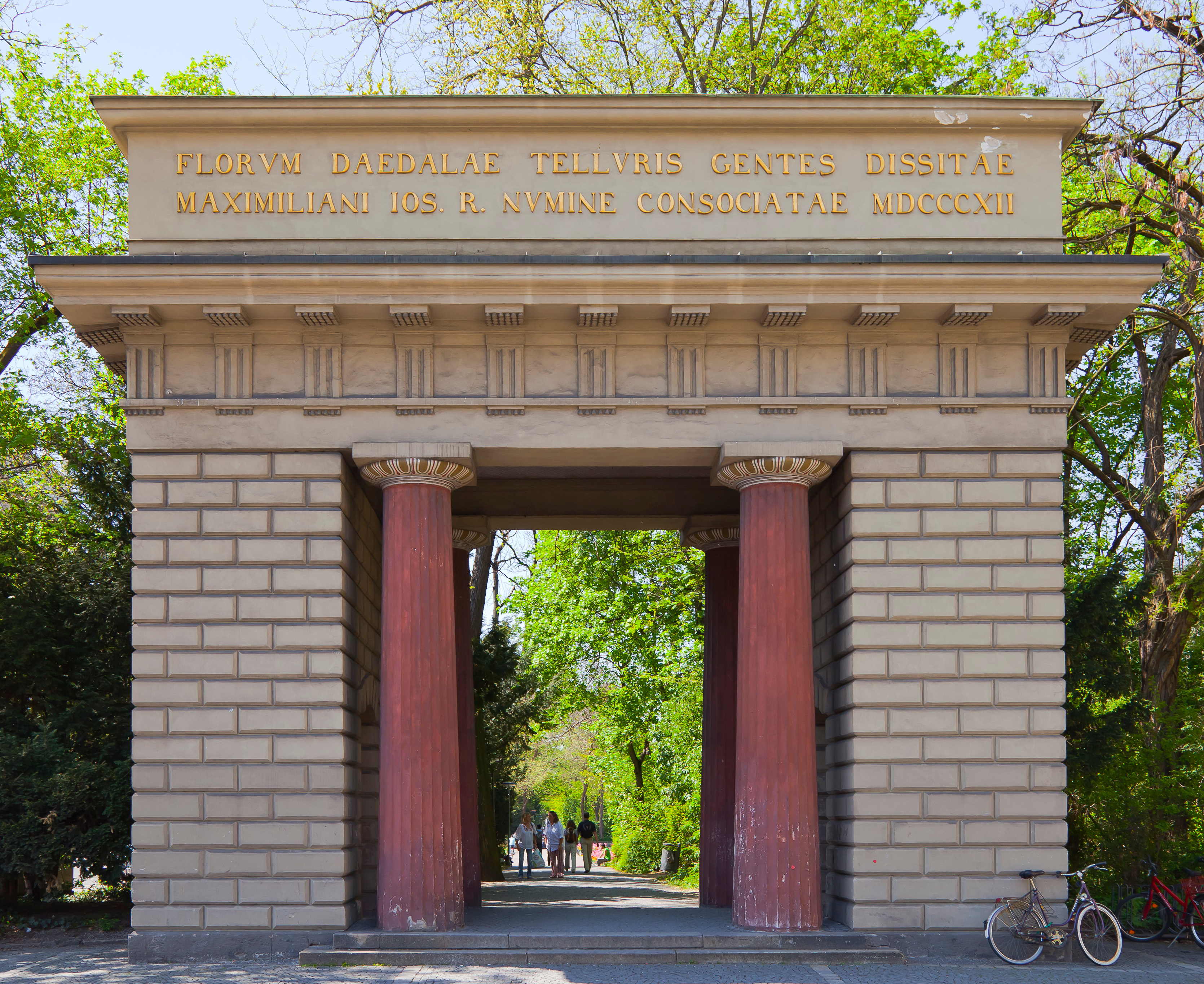
Klassizistisches Eingangsportal zum Alten Botanischen Garten

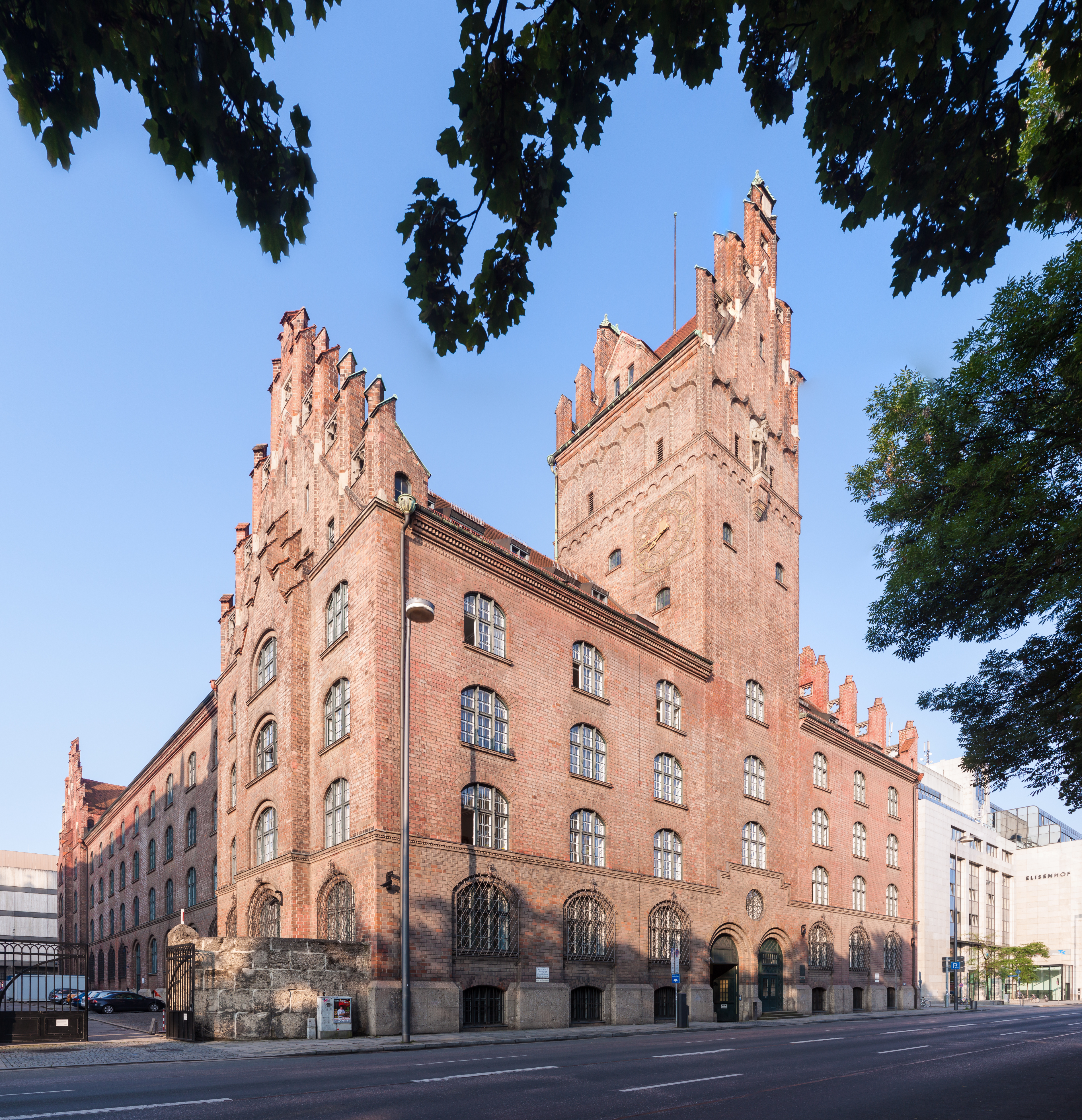
Neues Justizgebäude

- klassizistisches Eingangsportal zum Alten Botanischen Garten (Lenbachplatz, 1812, von Emanuel Herigoyen)
- Prielmayerstraße 9: Neues Justizgebäude (grenzt an die Elisenstraße an), heute Oberlandesgericht und Bayerischer Verfassungsgerichtshof, Rohbacksteinbau in spätgotischen bis Renaissanceformen, mit in Resten erhaltener Bemalung, 1903–1905 von Friedrich von Thiersch (Denkmalliste D-1-62-000-5534)

## Skulpturen und Brunnen
- Der Ring von Mauro Staccioli.
- Neptunbrunnen (1937) im Alten Botanischen Garten.